# Bryan Silva Garcia
Bryan Silva Garcia, genannt Bryan, (* 28. März 1992 in Belo Horizonte) ist ein brasilianischer Fußballspieler. Der spielstarke Fuß des Abwehrspielers ist der Linke.

## Karriere
Bryan startete seine fußballerische Ausbildung beim América Mineiro. Hier schaffte der Spieler 2012 auch den Sprung in den Profikader. Sein erstes Spiel als Profi bestritt er am 29. Januar 2012 in der Staatsmeisterschaft von Minas Gerais. Gegen den EC Democrata lief er von Beginn an auf. Im selben Wettbewerb erzielte der Spieler am 1. März 2012 im Spiel gegen Villa Nova AC sein erstes Tor als Profi. Im Ligabetrieb trat Bryan das erste Mal in der Série B am 19. Mai 2012 an. Hier ging es gegen Ceará SC.
Anfang 2013 wechselte Bryan auf Leihbasis nach Portugal zu Benfica Lissabon B. Hier kam er zu lediglich sechs Einsätzen in der Segunda Liga und ging bereits im Sommer wieder zurück zum América Mineiro. Hier wurde er noch im selben Jahr an den Série A Klub Portuguesa ausgeliehen. Dieses Geschäft ging bis zum April 2014. Nachdem er noch in der Staatsmeisterschaft von São Paulo für Portuguesa aufgelaufen war, ging der Spieler dann, wieder als Leihe, zum AA Ponte Preta in die Série B. Für die Saison 2015 kehrte Bryan dann zu seinem Heimatklub zurück. Nach Ablauf der Staatsmeisterschaft von Minas Gerais 2016 wechselte der Spieler fest zum Série A Klub Cruzeiro EC. Hier erhielt er einen Vertrag bis Mai 2019. Für die Saison 2018 wurde Bryan an den EC Vitória ausgeliehen.
Bei Cruzeiro spielte Bryan auch 2019 keine Rolle in der Kaderplanung. Zu Beginn der Meisterschaftsrunde wurde er daher an den Clube de Regatas Brasil abgegeben. Bereits nach einem Jahr ging seine Reise weiter. Er wechselte nach Armenien, wo er beim FC Alaschkert Martuni unterzeichnete. Anfang 2021 ging er zum FK Atyrau nach Kasachstan. Nach einem Jahr wechselte Bryan erneut. Er unterzeichnete beim FK Astana. Im November 2022 konnte er mit dem Klub die nationale Meisterschaft feiern. 2023 spielte er in Kasachstan beim Ağsu FK. Seit 2024 tritt er für unterklassige Klubs seiner Heimat an.

## Erfolge
América
- Staatsmeisterschaft von Minas Gerais: 2016

Cruzeiro
- Copa do Brasil: 2017

Astana
- Premjer-Liga: 2022

## Auszeichnungen
América
- Staatsmeisterschaft von Minas Gerais - Auswahlmannschaft: 2016[5]